# Zvezda ėkrana
Zvezda ėkrana (Звезда экрана) è un film del 1974 diretto da Vladimir Michajlovič Gorikker.

## Trama
La giovane attrice, prima di interpretare la leggendaria partigiana nel film, cerca tutti coloro che conoscevano la sua eroina. E all'improvviso scopre che l'impavido partigiano è vivo e lavora come direttore dell'hotel resort dove alloggia la troupe cinematografica. Seguono gli emozionanti incontri della stella nascente del cinema con l'eroina di un glorioso passato e con la verità della vita.